# Éditions Delagrave
Pour les articles homonymes, voir Delagrave.
Les Éditions Delagrave sont une maison d'édition française, fondée en 1865, par Charles Delagrave, spécialisée dans le livre d'enseignement (scolaire et universitaire).

## Histoire
Initialement, après ses études au collège Sainte-Barbe, Charles Marie Eugène Delagrave (1842 - 17 mars 1934), succède à M. Tandou, en 1865, qui était l'associé de M. Debrozy, de la librairie Dezobry et Magdeleine : elle devient ensuite la « Librairie Charles Delagrave » en 1896 et se tourne vers l'enseignement professionnel. Elle s'établit au 15 rue Soufflot.
Le jeune Jules Tallandier y débute comme commis.
En 1904, Charles Delagrave reprend à Georges Chamerot les deux éditions du dictionnaire encyclopédique Petit Larive et Fleury.
En 1922, Charles Delagrave devient président de la première Caisse de retraites du personnel des libraires-éditeurs créée par le Syndicat des éditeurs. 
Charles meurt en 1934, la maison est transmise à son fils Max qui décède en 1938 : la maison passe alors à Louis Delagrave qui meurt en 1941.
Henri Delagrave dirige la maison jusqu'en 1979.
En 1995, les descendants du fondateur revendent leurs parts au groupe Flammarion. La filiale rachète les éditions Lanore.
Albin Michel reprend la maison en 2010, et l'intègre à sa filiale, Magnard-Vuibert.

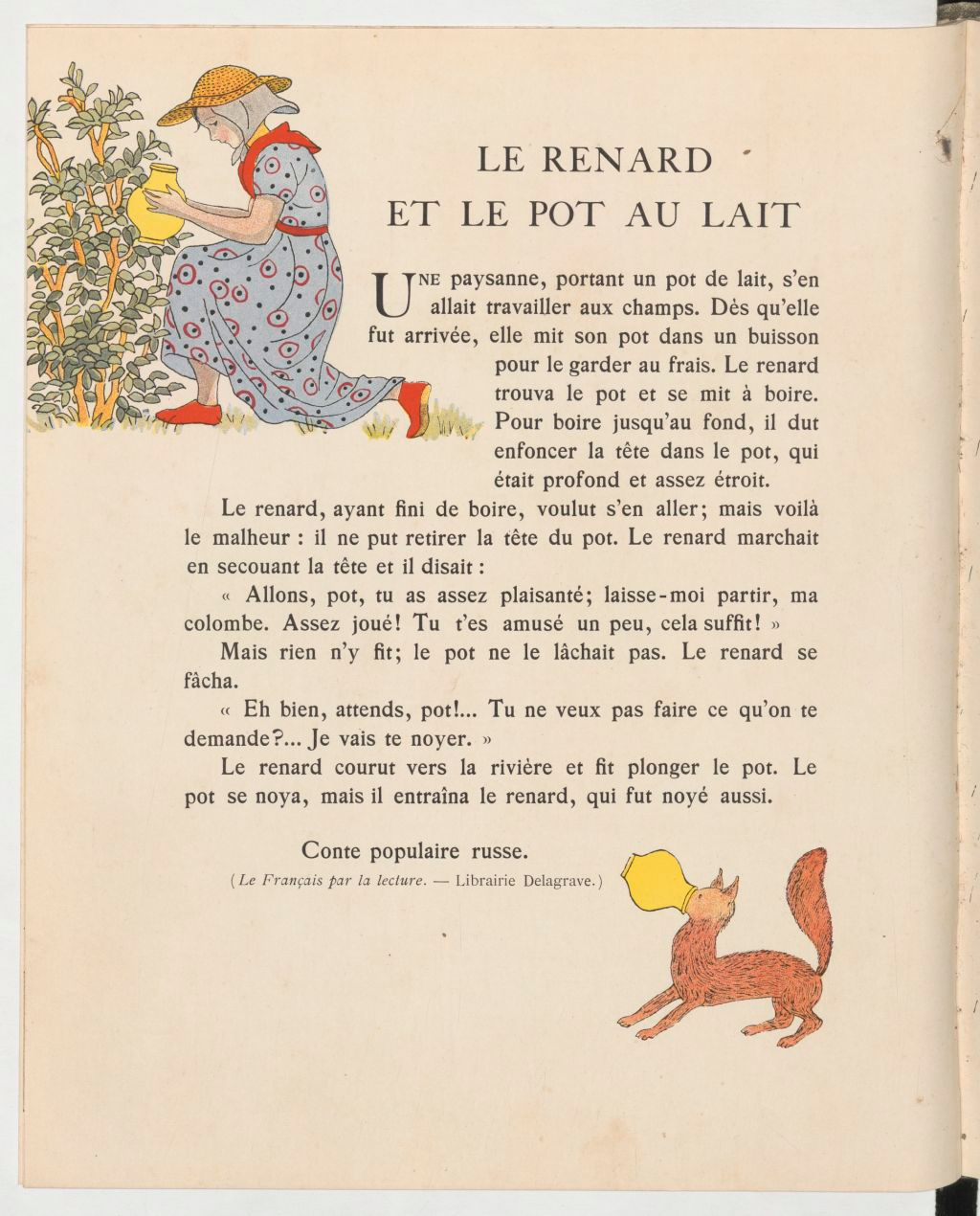
Conte russe du renard et du pot au lait, illustré par Marie-Madeleine Dauphin
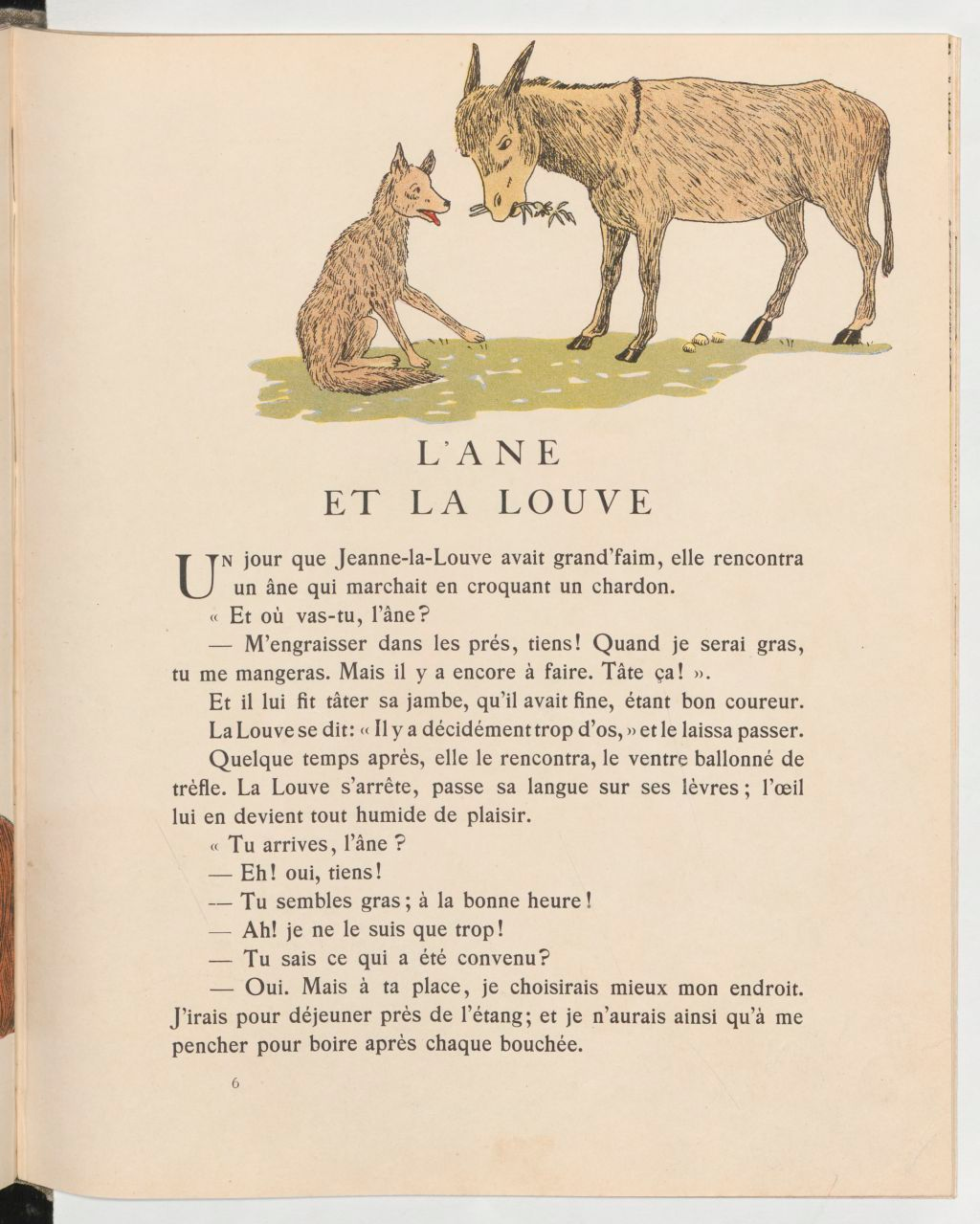
L'âne et la louve, Jean Nesmy, illustré par Marie-Madeleine Dauphin
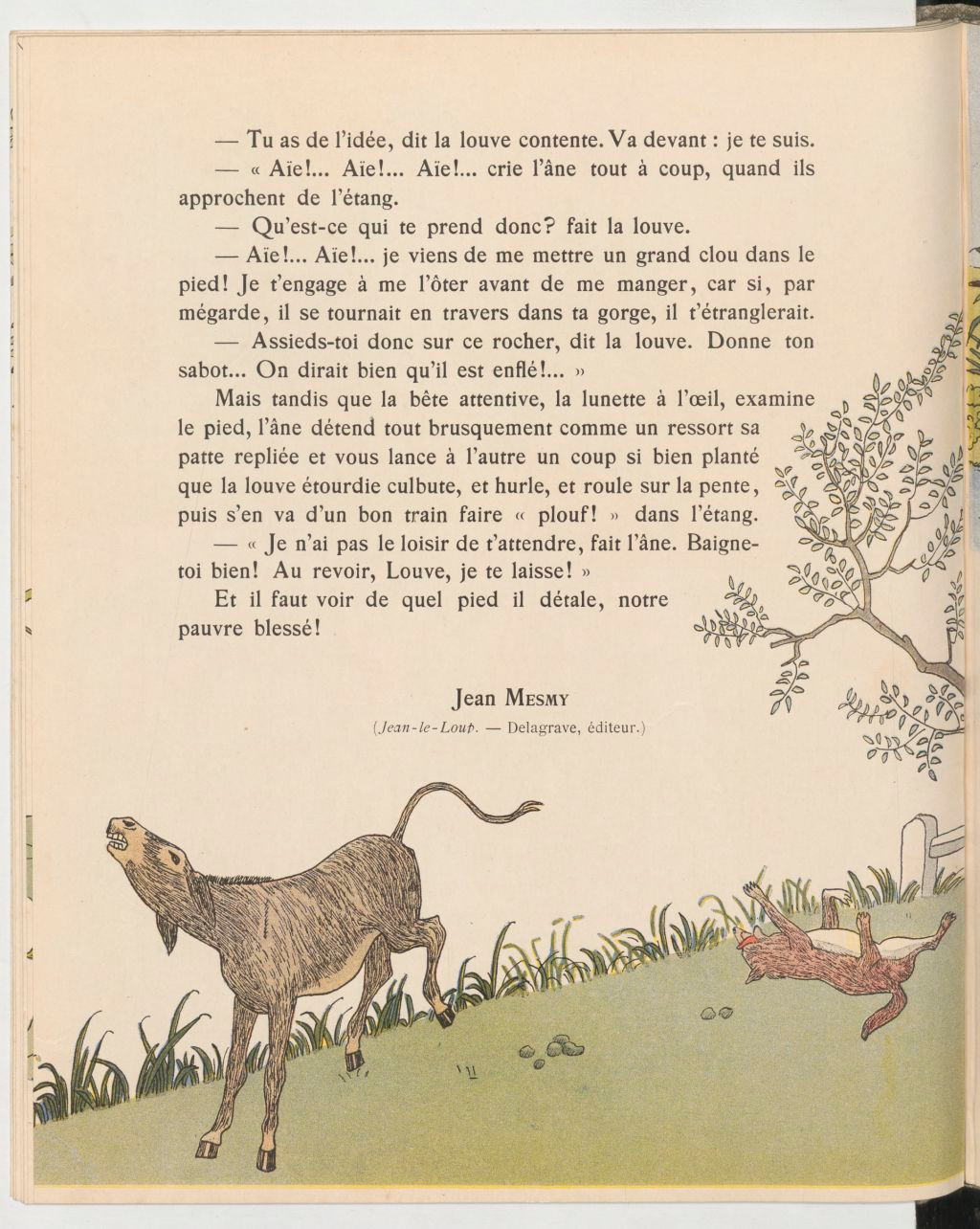

### Bases de données
- Site officiel
- Notices d'autorité :   - VIAF
  - LCCN
  - Israël